# The Right to Live (1921)
The Right to Live é um filme de drama mudo produzido no Reino Unido e lançado em 1921.